# 大海寺
大海寺是一座位于河南省荥阳市的一所佛教庙宇，为观音菩萨道场，创建于北魏初年，初名代海寺，唐朝时扩建，更名大海寺。
2014年，电影《大海寺》此庙宇开拍，反映李世民与大海寺的故事。
2015年春节期间，大海寺在寺内的大雄宝殿正门挂出“习总为民布盛世，五佛欣然临中原”的红色横幅，在社交媒体上引起热议。